# George Stanger
George Stanger Pijnaker (Melrose, 15 agosto 2000) è un calciatore neozelandese, difensore dell'Ayr Utd.

## Caratteristiche tecniche
È un difensore centrale.

## Carriera

### Club
Ha giocato nella prima divisione scozzese.

### Nazionale
Con la nazionale Under-20 neozelandese ha preso parte al Campionato mondiale di calcio Under-20 2019.